# Stefan Ruthenbeck
Stefan Ruthenbeck (* 19. April 1972 in Köln) ist ein deutscher Fußballtrainer.

## Spielerkarriere
Ruthenbeck wuchs ab seinem sechsten Lebensjahr in Köln-Ostheim und später in Horrem bei Kerpen auf. In seiner Jugend spielte er für den 1.FC Quadrath-Ichendorf, später in dessen Seniorenmannschaft. Als Aktiver wechselte er 1991 zur SpVgg Oberaußem-Fortuna in die Verbandsliga Mittelrhein. Nach mehreren Berufungen in die U21-Mittelrheinauswahl ging er 1993 zum FV Bad Honnef, danach zum FV Rheinbrohl, für den er bis 1999 spielte, ehe er zur Saison 1999/2000 zum TuS Mayen in die damals viertklassige Oberliga Südwest wechselte.

## Trainerkarriere

### 2004 bis 2010: TuS Mayen
Beim TuS Mayen begann Ruthenbeck auch seine Karriere als Trainer, indem er ab Sommer 2004 als Spielertrainer fungierte. Zuvor hatte er mit dem Oberligisten den zur Teilnahme am DFB-Pokals berechtigenden Rheinlandpokal gewonnen. Die Mannschaft trat daher im August 2004 in der ersten Hauptrunde des DFB-Pokals gegen den Bundesligisten VfB Stuttgart an, dem sie jedoch mit 0:6 deutlich unterlag. In den folgenden Jahren gelang es Ruthenbeck immer wieder, mit einer wegen der geringen finanziellen Möglichkeiten immer weiter verjüngten Mannschaft den Klassenerhalt zu erreichen.
Im April 2010 schloss Ruthenbeck die zehnmonatige Ausbildung zum Fußballlehrer an der Kölner Hennes-Weisweiler-Akademie erfolgreich ab, die er zusammen mit ehemaligen Profis wie Markus Babbel, Christian Ziege und Torsten Lieberknecht absolvierte. Bereits wenige Wochen später stand Ruthenbeck erneut im Blickpunkt, als er am 30. Spieltag der Saison 2009/10 in der Schlussphase des Spiels seines TuS Mayen gegen den SV Alemannia Waldalgesheim seine Mannschaft anwies, den Ausgleichstreffer der Waldalgesheimer zum 3:3 zuzulassen, weil der 3:2-Führungstreffer der Mayener unmittelbar zuvor nur unter Verletzung des Fair Play zustande gekommen war. Ruthenbeck wurde daraufhin vom DFB mit dem Fair-ist-mehr-Bundespreis ausgezeichnet. Der TuS Mayen stieg am Saisonende mit zwei Punkten Rückstand auf die SpVgg EGC Wirges als Tabellensiebzehnter in die Rheinlandliga ab.

### 2010 bis 2012: SpVgg EGC Wirges
Nach insgesamt elf Jahren im Verein wechselte Ruthenbeck nach dem Abstieg der Mayener zur SpVgg EGC Wirges, die er in der folgenden Saison auf den elften Tabellenplatz führte. Im Sommer 2011 lehnte er ein Angebot der in die viertklassige Regionalliga abgestiegenen TuS Koblenz ab, dort Cheftrainer zu werden. In der folgenden Saison konnte er mit der Mannschaft die Platzierung erneut verbessern; der Verein belegte am Saisonende den zehnten Tabellenplatz.

### 2012 bis 2015: VfR Aalen
Im Sommer 2012 wechselte Ruthenbeck zum Zweitliga-Aufsteiger VfR Aalen, bei dem er Leiter des nach dem Aufstieg neu organisierten Nachwuchszentrums wurde. Zusätzlich übernahm er das Training der als U23 fungierenden zweiten Mannschaft des Vereins, die zuvor in die siebtklassige Landesliga Württemberg abgestiegen war. Während der Vorbereitung auf die Saison 2012/13 leitete er im Juli 2012 auch drei Wochen lang das Training der Profimannschaft, als der eigentliche Cheftrainer Ralph Hasenhüttl krankheitsbedingt ausfiel. Mit der zweiten Mannschaft gelang ihm in der folgenden Saison unter anderem eine Serie von 14 Siegen in Folge, so dass der Mannschaft am Saisonende mit elf Punkten Vorsprung auf den zweiten Platz und einem Torverhältnis von 94:33 Toren den sofortigen Wiederaufstieg in die Verbandsliga gelang.
Nach dem Rücktritt von Hasenhüttl am Saisonende wurde Ruthenbeck für die neue Saison 2013/14 dessen Nachfolger als Cheftrainer der in der 2. Bundesliga spielenden Profimannschaft. In der Saison 2014/15 stieg die Mannschaft unter seiner Führung in die 3. Liga ab.

### 2015 bis 2016: SpVgg Greuther Fürth
Zur Saison 2015/16 wechselte Ruthenbeck als neuer Cheftrainer zum Zweitligisten SpVgg Greuther Fürth. Er unterschrieb einen Zweijahresvertrag. Am 21. November 2016 wurde er wegen mäßiger Erfolge entlassen. Zu seinem Nachfolger wurde Janos Radoki ernannt.

### Seit 2017: 1. FC Köln
Im Juli 2017 begann sein Engagement bei der A-Jugend (U19) des 1. FC Köln. Am 3. Dezember 2017 übernahm er die nach 14 Spieltagen mit drei Punkten auf dem letzten Tabellenplatz stehende Bundesligamannschaft vom entlassenen Peter Stöger zunächst bis zur Winterpause. Am 16. Dezember 2017 gelang dem FC unter Ruthenbeck mit einem 1:0-Heimsieg gegen den VfL Wolfsburg der erste Bundesligasieg der Saison. Am 20. Dezember 2017 erhielt er einen bis zum 30. Juni 2018 laufenden Vertrag. Am 12. April 2018 verkündete der 1. FC Köln, Ruthenbeck werde unabhängig vom Klassenerhalt in der Saison 2018/2019 nicht mehr Trainer des Profikaders sein. Ihm folgte Markus Anfang. Am 14. Mai 2018 gab der Verein bekannt, Ruthenbeck würde zur Saison 2018/19 wieder wie schon zuvor die U19-Junioren der Rheinländer übernehmen.
Mit der U19 wurde er in der Saison 2019/20 Sieger der West-Staffel der A-Junioren-Bundesliga. Dadurch qualifizierte sich die Mannschaft für die kommende Spielzeit der UEFA Youth League, welche aufgrund der COVID-19-Pandemie jedoch nicht ausgetragen wurde. Ende März 2021 gab der Verein bekannt, dass Ruthenbecks Arbeitsverhältnis mit einem unbefristeten Vertrag ausgestattet wurde. In der Saison 2022/23 gewann er mit der U19 den DFB-Pokal der Junioren.

## Titel
- Deutscher A-Junioren-Meister: 2025 (1. FC Köln)
- Deutscher A-Junioren-Pokalsieger: 2023 (1. FC Köln)

## Persönliches
Ruthenbeck ist in zweiter Ehe mit einer Frau aus Königswinter verheiratet und hat drei Kinder. Über gemeinsame Urgroßeltern ist er als „Großcousin“ mit dem Fußballtrainer Markus Anfang verwandt, der ihm 2018 auch als Cheftrainer beim 1. FC Köln nachfolgte.
Bevor er mit seinem Wechsel zum VfR Aalen die Trainertätigkeit zum Hauptberuf machte, war Ruthenbeck 17 Jahre lang Chemikant bei einem Chemie-Unternehmen in Königswinter.